# 荒木村次
荒木村次（生年不詳－卒年不詳）是安土桃山時代武將。父親是荒木村重。母親是北河原三河守的女兒（『寬永諸家系圖傳』、『寬政重修諸家譜』）。正室是明智光秀的養女倫子，還有碓井氏的女兒（『寬永諸家系圖傳』、『寬政重修諸家譜』）。弟弟有村基、岩佐又兵衛。妹妹有荒木局。幼名新五郎。通稱村安。

## 生平
家中長男。被父親村重任命為攝津國茨木城城主（在『寬永諸家系圖傳』中記述為「居於攝州尼崎城」）。在天正6年（1578年）父親背叛織田信長之際協助父親守備有岡城。不過因為代替村次守備茨木城的中川清秀投向信長，荒木軍變得不利，於是村重、村次父子依靠毛利輝元而逃亡。村次把明智光秀的養女（一說親女）倫子（革手）為正室，但是在此時離別（立入宗繼所著『立入左京亮入道隆佐記』），後來倫子成為明智秀滿的正室。
在信長死後，羽柴秀吉（豐臣秀吉）得勢。被秀吉赦免以往的罪行並迎為家臣。在天正11年（1583年）的賤岳之戰中屬於羽柴方參戰，在此戰中腳部負傷，因此以後就沒有再上過戰場，取而代之是弟弟村基仕於秀吉（『寬永諸家系圖傳』）。之後居住在大坂，偶爾會謁見秀吉。在秀吉死後，被德川家康召見時死去（『寬永諸家系圖傳』、『寬政重修諸家譜』）。
逝世年份不詳，但是死去時的年齡是38岁（『寬永諸家系圖傳』、『寬政重修諸家譜』），因此有人推算出生年份是永祿4年（1561年）間。兒子有村直（別名是「又兵衛」，因此有說法指是岩佐又兵衛）、村常。